# Karlslunds Idrottsförening Herrfotbollklubb
O Karlslunds Idrottsförening HFK, ou simplesmente Karlslunds IF HFK, é um clube de futebol da Suécia fundado em 27 de abril de 1920. Sua sede fica localizada em Örebro.